# Noersoeltan Kenesjbekov
Noersoeltan Kenesjbekov (Tsjok-Tal, 25 maart 2000) is een Kirgizische atleet.

## Kampioenschappen
| Afstand | Titel                     | Jaar |
| ------- | ------------------------- | ---- |
| 1500 m  | Kirgizisch kampioen       | 2022 |
| 1500 m  | Kirgizisch indoorkampioen | 2022 |
| 1500 m  | Aziatisch indoorkampioen  | 2024 |
| 3000 m  | Kirgizisch indoorkampioen | 2022 |
| 3000 m  | Aziatisch indoorkampioen  | 2024 |

## Persoonlijke records

### Outdoor
| Discipline | Prestatie    | Datum       | Plaats    |
| ---------- | ------------ | ----------- | --------- |
| 1500 m     | 3:41.12 (NR) | 3 juni 2022 | Bydgozscz |
| 5000 m     | 13:52.68     | 5 juni 2021 | Bursa     |

### Indoor
| Discipline | Prestatie    | Datum            | Plaats           |
| ---------- | ------------ | ---------------- | ---------------- |
| 1500 m     | 3:45.82 (NR) | 20 januari 2024  | Oest-Kamenogorsk |
| 3000 m     | 7:57.61 (NR) | 26 februari 2022 | Mogilyov         |

### Weg
| Discipline     | Prestatie | Datum         | Plaats    |
| -------------- | --------- | ------------- | --------- |
| halve marathon | 1:07.28*  | 16 april 2022 | Doesjanbe |

*hij liep ook 1:06.12 maar het parcours van die wedstrijd was niet recordwaardig

## Palmares

### 1500 m
- 2022:  Kirgizisch kampioenschap indoor - 3:53.94
- 2022:  Kirgizisch kampioenschap - 3:49.67
- 2023: 4e Aziatisch kampioenschap in Bangkok - 3:43.25
- 2023: 10e Universiade in Chengdu - 3:43.54
- 2024:  Aziatisch kampioenschap indoor in Teheran - 3:49.10
- 2024: 20e (series) WK indoor in Glasgow - 3:47.86

### 3000 m
- 2022:  Kirgizisch kampioenschap indoor - 8:17.03
- 2024:  Aziatisch kampioenschap indoor in Teheran - 8:08.85

### 5000 m
- 2018: 7e Aziatisch junioren kampioenschap in Gifu - 14:40.28
- 2018: 10e Aziatische Spelen in Jakarta - 15:07.59
- 2021: 35e (series) Olympische Spelen in Tokio - 14:07.97
- 2022: 39e (series) WK in Eugene - 14:15.59
- 2023: 7e Aziatisch kampioenschap in Bangkok - 14:23.25
- 2023:  Universiade in Chengdu - 14:15.33

### Halve marathon
- 2022: 4e halve marathon van Doesjanbe - 1:07.28